# Rhizina
Rhizina is een geslacht van schimmels binnen de familie Rhizinaceae. Dit wijdverbreide geslacht bevat 20 soorten.

## Soorten
Volgens Index Fungorum telt het geslacht twee soorten (peildatum maart 2023):
| Soortnaam                      | Auteur(s) | Publicatiejaar |
| ------------------------------ | --------- | -------------- |
| Rhizina atra                   | Rodway    | 1921           |
| Rhizina undulata (Oliebolzwam) | Fr.       | 1815           |